# Chaly Jones
Chaly Jones (ur. 29 stycznia 1977 w Willemstad) – piłkarz z Curaçao występujący na pozycji pomocnika.

## Kariera
W Eredivisie rozegrał 24 spotkania i zdobył 2 bramki.
W reprezentacji Antyli Holenderskich zadebiutował w marcu 2004, w meczu przeciwko reprezentacji Antigui i Barbudy. W drużynie narodowej zagrał 3 razy.